# 江青

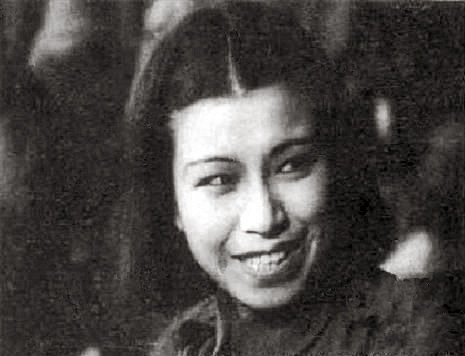
「藍蘋」時代（1935年）

江 青（こう せい、ジャン・チン、拼音: Jiāng Qīng, 1914年〈民国3年〉3月5日 - 1991年5月14日）は、中華人民共和国の最高指導者、女優。毛沢東の4番目の妻。
山東省諸城県出身。文化大革命（文革）を主導し、「紅色女皇」と呼ばれた。文革末期には王洪文・張春橋・姚文元と「四人組」を形成し、中国共産党内で影響力を持った。毛沢東の死後に逮捕、投獄され、死刑判決を受ける。無期懲役に減刑ののち、病気治療仮釈放（保外就医）中に北京の居住地で自殺した。

## 名前
江青は何度も改名しており、「江青」は最も知られていた名前である。
出生時の名は李淑蒙、間も無く李進や李進孩に改名した。
小学校入学時には、縁起のいい李雲鶴と名乗り、雲も鶴も中国での吉祥紋様の一つ。
女優として活動していた頃は中国語で可愛い発音に聞こえる藍蘋に改名し、この名前は中国で広く知られていた。
延安に移った後に唐代の詩人・銭起の漢詩「湘霊鼓瑟」の結末の「曲終人不見、江上数峰青（曲終わりて人は見えず　江上に数峰青し）」に因んで、毛沢東から江青という名前が与えられ、毛沢東の漢詩に「李進同志」に宛てることもある。
中国共産党が簡体字を創った後、藍蘋の芸名は蓝苹に変更した。

## 生涯

### 生い立ち
中華民国の山東省諸城県に生まれ、母の欒氏は地主へ下働きに出て生計を立てていた。母が働いていた家の次男が張少卿（康生）で、張少卿は小学校教師だったこともあって李雲鶴と知り合う。母は良家への結婚を求めて纏足を施したが、直ぐに李雲鶴はこれを解いた。1926年に父が死ぬと奉天派の軍人の王克銘（同父異母姉の李雲露の夫）を頼って天津市へ転居。ブリティッシュ・アメリカン・タバコで工員として働いた後、奉天派が没落してからは済南市の従叔父の李子明を頼る。1929年に趙太侔が主宰していた山東省立実験劇院に進んで演劇と古典音楽を学び、さらに国立青島大学図書館で副司書として働きながら文学の授業を聴講。この間、1931年に裴明倫と最初の結婚をするも僅か2ヵ月で離婚。

### 共産党入党
この頃青島にて趙太侔の夫人を通じて第一線の女優であった兪珊と知己になり、そこから兪珊の弟の兪啓威と知り合う。当時兪啓威は青島大学に籍を置きながら共産主義の地下活動に従事し、その影響で1933年に中国共産党に入党。程なくその兪啓威が中国国民党政府に反政府活動のかどで逮捕され死刑宣告を受け（後に釈放）、同棲関係にあった李雲鶴も済南から上海へ逃れる。

### 女優「藍蘋」
上海へ移った李雲鶴は山東省立実験劇院で同級生だった魏鶴齢の紹介で田漢の主宰する南国社の門を叩く。南国社では「藍蘋」の芸名で女優として近隣に出張りながら労働者に読み書きを教えたりしながら、脇役や端役として出演。共産主義青年団にも加入し、1934年には逮捕・入獄を経験している。

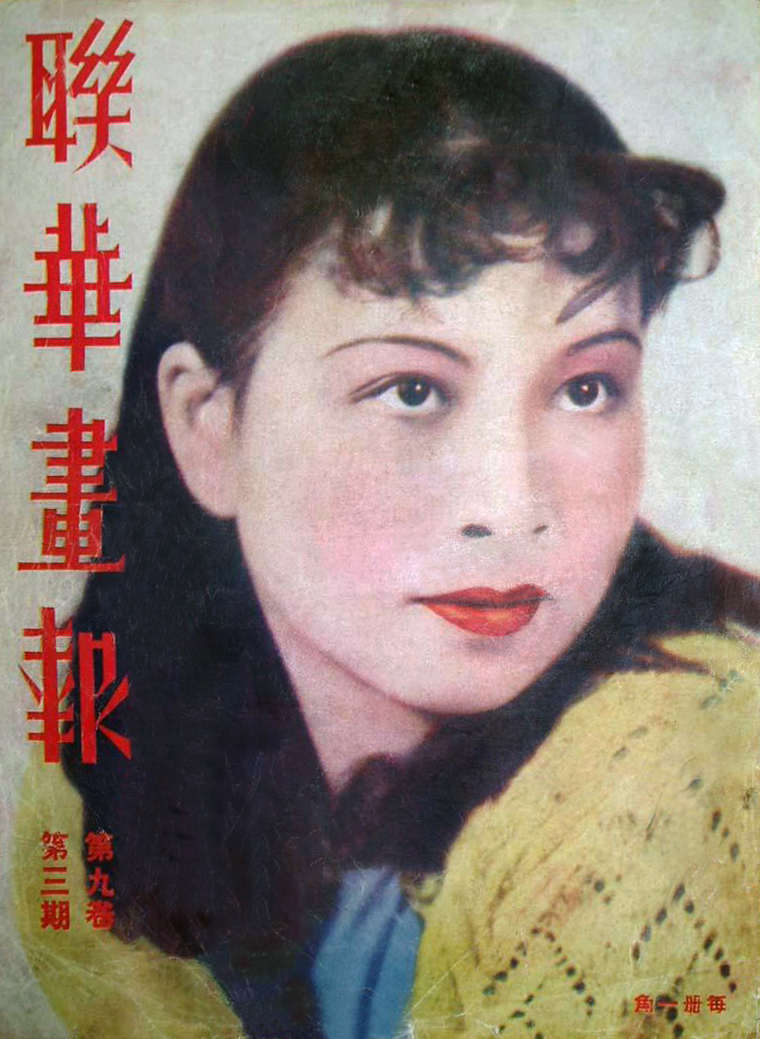
映画雑誌の表紙を飾る（1935年頃）

1935年に上海業余劇人協会（アマチュア演劇人協会）の手による話劇・イプセン「人形の家（娜拉）」のヒロイン役・ノラ（ノーラ）として出演、相手役のヘルメルは趙丹だった。劇は好評を博し藍蘋は一躍注目を浴びる。藍蘋は上海の外国租界における社交界でも有名人となり、「ブルー・アップル」と呼ばれ藍蘋は持て囃された。この年公開された映画「自由神」では時代の寵児であった才媛・王瑩との共演を果たし、余勢を買って1936年に話劇・夏衍作「賽金花」の主演に王瑩の向こうを張って名乗りを挙げる。一時はダブルキャストで劇を興行する方向になったが、キャリアとしては決定的に差があるこの方針に王瑩や金山などが業余劇人協会から脱退。王瑩らの「賽金花」が大好評なのに対し、藍蘋が主演だったオストロフスキー「大雷雨」（曹禺『雷雨』と区別して中国ではこう呼ぶ）は酷評されこの時の遺恨が後の文革での王瑩らへの迫害につながった。
奔放な男性関係が藍蘋の女優生命を傷つけた。既に重婚などが噂されていたが、決定的だったのは1934年に結婚した唐納との不仲だった。唐納は、既に俳優・映画監督・映画評論家として名を為し、杭州六和塔で行われた結婚式は趙丹ら当時の上海芸能界のスター3組（具体的には、趙丹と葉露茜、唐納と藍蘋、顧而已と杜小鵑の3組）の合同で挙行されるという華やかなものであった。しかし挙式2カ月後には「大雷雨」の演出を担当していた章泯との交際が発覚、唐納は精神的に不安定になって自殺未遂を二度も起こすまでになった。
この間に江青の出演した映画「王老五」（1937年）はヒット作となり、「王老五」の役名そのものが「独身期間の長い男」をあらわす慣用句となった。内容は、独身期間が長い、貧しい労働者の王老五の人生と抜け出せない貧困の苦しみを描いたもので、江青は貧苦にあえぐ王老五の妻を演じ劇中歌も歌っている。
1937年にようやく唐納との離婚が成立したが、8月には第二次上海事変が勃発。藍蘋はかつて同棲していた兪啓威と共に上海から脱出し、中国共産党の本拠地延安まで歩いて移動した。この時から藍蘋は「江青」と名乗っている。

### 毛沢東との不倫婚

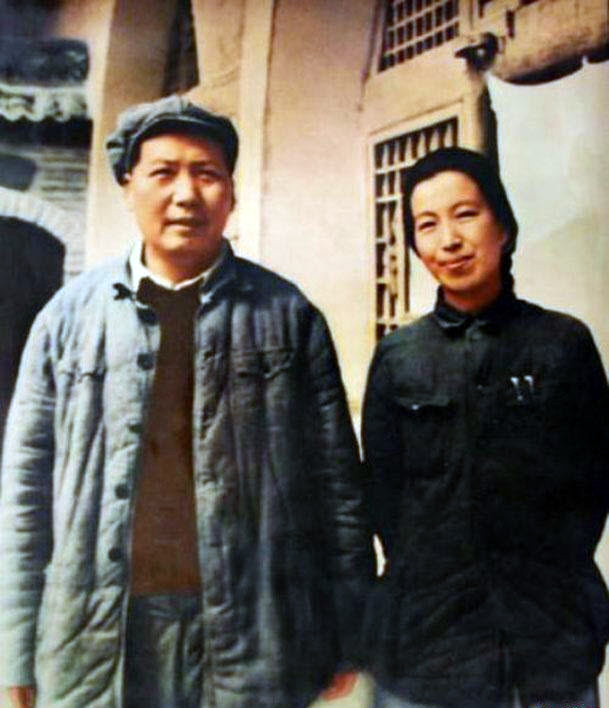
毛沢東とともに（1946年）

延安に到着後、魯迅芸術学院で演劇を教えていた。かつての人気女優であった江青は都会的で比較的スリムな美人で、男性ばかりの延安で羨望の的だったという。やがて毛沢東と出会い、二人は交際を開始するようになった。この時江青は25歳、毛沢東は45歳だった。ただし、当時の毛沢東は賀子珍（毛沢東にとって3番目の夫人）とすでに結婚しており、江青との関係は不倫であった。毛沢東は賀子珍と離婚して江青と結婚をすることを決めた。
しかし不倫関係が元であり、さらにスキャンダルで広く知られた江青を毛沢東の妻とすることに対する危惧感が、朱徳や周恩来といった幹部たちの反発を招くことになる。結局、毛沢東は結婚の条件として江青を政治の表舞台に立たせないことを約束させられたという。
幹部たちの反発はあったものの、日中戦争真っただ中の1939年に毛沢東と江青は正式に結婚した。翌1940年には一人娘の李訥が生まれた。

### 政治活動
第二次世界大戦を経て国共内戦の結果、1949年に毛沢東を中央人民政府主席とする中華人民共和国が建国され、江青はファーストレディとなったが、この頃には体調を崩しソビエト連邦で療養生活を送る。帰国後の1960年代前半から、江青は政治活動に参加するようになり、かつての約束は反故となった。江青は王光美（劉少奇国家主席夫人）や宋慶齢（孫文未亡人）といった女性政治家にライバル心を持った。
1962年9月、インドネシアのスカルノ大統領夫人ハルティニが訪中した際に、毛沢東とともに歓待の席に姿を見せ、「人民日報」に初めて毛夫人として取り上げられ公にされた。これはその前に接待した王光美とハルティニ夫人の模様が連日「人民日報」に報じられたことに反発した江青が、毛沢東を通じて公式の場に出ることを図ったものだった。また、ルーマニアのチャウシェスク大統領夫人エレナとも親交を結んだ。

### 大躍進政策の失敗
数千万人の餓死者を出した大躍進政策の失敗で国家主席から失脚した毛沢東を支え、劉少奇の打倒を毛沢東に勧めるようになった。これがやがて文化大革命につながった。

### 「四人組」
やがて1966年に始まる文化大革命で「四人組」の1人として活躍し、世界中に名を轟かせることになる。
1966年8月に中央文革小組第1副組長（陳伯達組長）に就任。革命現代京劇、バレエを主張、京劇など伝統芸能の伝統演目を封建文化として排斥、それに従事していた俳優らを迫害し、京劇界は多くの名優と演目を失うことになる。この背景として、女優として活動していた彼女はそれなりの評価をもらっていたものの、正当な演技の訓練を受けていない自分を「演技派女優」として高く評価してくれなかった演劇界に対して個人的怨嗟があったといわれる。
1969年の9全大会、1973年の10全大会で中央政治局委員に選出。康生、謝富治らを使って多くの人物を冤罪に落とし入れ、張春橋、王洪文、姚文元との四人組を政治局で結成。林彪の失脚後の10全大会以降は文化大革命の主導権を握る。それでも表面上は夫毛沢東の忠実な部下を装い、「わたしは主席のためにパトロールする歩哨にすぎません」とよく口にしていた。
嫉妬深く自分より優れた所のある女性は容赦なく攻撃し、王光美を逮捕・投獄させたり、周恩来の養女で女優の孫維世を死に至らしめた。過去に関係のあった演劇映画関係者も殆ど全てが攻撃対象として槍玉に上がり、過去の因縁で目の敵にしていた王瑩をはじめ趙太侔・兪珊・田漢・章泯が迫害され、死に追い込まれた。一方、既に国外へ脱出していた唐納は難を逃れている。
なお、この時は賀子珍に対して激しい嫌悪感を持ち、同じ町で宿泊することすら耐えられなかったという。

### 逮捕
さらに、1976年には復活した鄧小平に第一次天安門事件の責任を負わせて再度失脚に追い込んだ。事件の鎮圧部隊を称えるレセプションでは序列2位の華国鋒と中央に並んで写真に収まり、同年4月27日付の人民日報に掲載された。さらに批林批孔運動によって周恩来の追い落としも図ろうとした。
権力は絶頂期に達したが、同年の毛沢東の死の直後の10月6日に、「四人組」の1人として逮捕された。
1980年より他の「四人組」や林彪事件の関係者とともに裁判（「四人組裁判」）にかけられ、1981年に死刑（2年間の執行猶予付き）判決を受ける。「四人組裁判」の法廷においては、これが一種の「政治裁判」であることを批判・嘲笑する言動をたびたびおこない、何度も退廷処分を受けている。もっとも裁判では毛沢東の責任を検証しないという側面があったのは事実で、それ故に江青の言動が裁判を「茶番劇」から救ったと逆説的に評価する見解もある。1983年には無期懲役に減刑された。1984年に病気治療仮釈放（保外就医）されていたことが、彼女の自殺時の報道で明らかにされた。

### 自殺
1991年5月14日に、癌の療養のため病気治療仮釈放中に北京の居住地で首吊り自殺した。古新聞の片隅に書かれた「毛主席 あなたの生徒 あなたの戦友が いま…会いに行きます」というのが遺書である。
江青の自殺については6月4日になってようやく新華社より発表された。江青本人は「生家の山東省諸城に埋葬してほしい」と遺言状に残していたが、トラブルを懸念した江沢民が娘の李訥を説得し、2002年に北京の北京福田共同墓地に埋葬された。また、葬儀費用約5～6万元は李訥が負担させられた。墓石には「先母李雲鶴之墓 1914年～1991年 娘 娘婿 外孫建立」と彫られ、江青の墓とは分からないようになっており、また埋葬者である江青の名前も刻まれていない。

### 死後
死後も「悪女」として名を馳せ、娘の李訥が迫害を受けたり、日本では西太后らと共に「悪女」として名を連ねた番組が放映されるなど、中華人民共和国のみならず西側諸国では悪人としての評価が定着したが、中華人民共和国内では、毛沢東を主役にしたドラマで「賢女」として描写されるなど、一部で「美化」しようとする勢力がいることもうかがえる。

## 人物

### 性格
- 江青は文革期に権力をにぎると林彪夫人の葉群と同盟を組み、秘密裏にお互いの仇敵の名簿を交換しあって、相手に成り代わって復讐し、恨みを晴らしたという[3]。

### 身体的特徴
- 李志綏によると、江青は多指症（右の足指が6本あった）だったという[注釈 3]。
- 1950年にモスクワで子宮摘出手術を受け、頭髪が抜け落ち、乳房もしぼんでから、しばしばヒステリーを起こすようになった[3]。
- オールバックの髪型で知られるが、アメリカ人のジャーナリストであるハリソン・ソールズベリー（英語版）によれば、1976年当時の江青の頭髪はかつらで、実際にははげ頭だったとされる。毛沢東の死後、人民大会堂の遺体安置所で、毛沢東の従兄の王季范の孫で当時外交部副部長だった王海容（女性。毛沢東に「四人組」からの言葉を伝える仕事をしていた）が、江青の花輪に書かれた「わが師へ あなたの教え子江青より」という献辞に「あなたにこんな言葉を書く資格はない」と反発し、その場にいた江青とつかみ合いの喧嘩を始めた。王が江青の髪をつかんで引っ張ったところ、王は反り返って床に尻をつきそうになる。王の手に黒い塊があったため、江青を見たところその頭には毛がなく、手の中にあったものはかつらだったという[11]。

### ファッション
- 毛沢東の葬儀で江青は黒の喪服に黒のベールで顔を覆っていたが、その姿が2年前に死去したアルゼンチンのフアン・ペロン大統領の葬儀に臨んだ未亡人のイサベル・ペロン新大統領のそれと良く似たものだったため、一部ではそのイサベルを彷彿とさせる喪服姿に毛沢東の後継者にならんとする江青の魂胆を読み取ったとされる[12]。イサベルは夫が亡命中から毛沢東と連携を図っていたことから1973年5月に訪中して中華人民共和国とアルゼンチンの友好を深めており[13][14]、同年10月にその外交実績を認めた夫から副大統領に指名され、夫の死とともに世界初の女性大統領へと昇格したが、すぐに失脚した。
- 1974年、江青はフィリピンのイメルダ・マルコス大統領夫人との会見に際して人民服に代わる婦人服を目指して武則天と唐朝を意識した服装を作らせた[15]。
- 江青がデザインしたワンピースは「江青裙」と呼ばれ、北京や上海などで強制的に販売を割り当てられた[16]。しかし、これは定着せず、江青自身も男女兼用（ユニセックス）の黒い人民服姿に戻った[17]。

### 趣味等
- 江青は個人的に伝統芸能を好んでいたが、それを自分以外から取り上げることに良心の呵責を全く感じていなかった。文革中は伝統芸能の打破を積極的に進めていたが、自身は景徳鎮などを愛し熱心に収集していた。
- 江青は女優時代から、養顔（美容）のために、出身地である山東省特産の阿膠（アキョウ）を飲んでいた。
- 写真撮影はプロ級で、現存する毛沢東の生活写真の一部は彼女が撮影したものである。陳永貴に「給料は食代と生活費以外殆ど本とフィルムにかかった」と述べた。また、上海照相机厰は江青のために東風と紅旗カメラを開発した。

### 趙丹・金山との関係
- 趙丹のことが好きで追っかけをしていたことがあったと言われているが、終始相手にされなかったという。
- 抗日戦争勃発後は“上海演劇人抗敵救国演劇隊”に参加し、転々としながら重慶にいた趙丹を1960年代になってからも延安に呼び寄せ、“北京のある人（周恩来総理を指す）の話を聞かないように、上海市委員会の柯慶施と張春橋に活動報告をするよう”に脅していたが、やはり趙丹は彼女を相手にしなかった。そこで江青は趙丹が主演していた、鄭君里（チョン・チュンリー）監督の《聶耳》（1959年）、《青山恋》（1964年）、《烈火中永生》（1965年, 邦題：『不屈の人びと』）などの映画を執拗に批判した。
- 最終的には江青の女優時代を知っているという理由で、趙丹は文化大革命時に投獄されてしまう。しかし交流のあった女優の高峰秀子は政府、マスコミ、映画界の知己を通じて中国に「趙丹は元気にしているか」とメッセージを送り続け、処刑の執行を阻止し続けた。趙丹の服役は5年間の長期に渡ったが、無事釈放された。
- 孫維世の夫となった金山とは、1930年代、男女の関係にあった[3]。

## 日本語訳著書
- 『江青同志論文芸 :江青政治・文学・芸術論集』青藍社翻訳室訳. 青藍社, 1974
- 『江青同志論文芸 :江青=政治・文芸・文学・芸術論集』松本文男 訳. 旺史社, 1974

## 伝記
- ラウ・ルウン 著、杉田茂 訳『江青外伝 恋と権力と革命』新国民社、1977年。
- ロクサーヌ・ウィトケ 著、中嶋嶺雄; 宇佐美滋 訳『江青』パシフィカ、1977年。
- ラウ・ルウン 著、杉田茂 訳『江青外伝文革の終焉』新国民社、1981年。
- 小久保晴行『奔流の女 江青小伝』白馬出版、1982年。
- 山崎厚子『やわらかい鋼 小説・江青異聞』スコラ、1993年4月。
- 王素萍 著、秋村藍子 訳『上海の紅いバラ 毛沢東夫人・江青の秘められた過去』学習研究社、1995年。
- 楊銀禄 著、莫邦富; 鈴木博; 廣江祥子 訳『毛沢東夫人江青の真実』海竜社、2001年。
- アンチー・ミン 著、矢倉尚子 訳『マダム毛沢東 江青という生き方』集英社、2005年。